# Мацусака
Мацусака (јап. 松阪市) град је у Јапану у префектури Мије. Према попису становништва из 2005. у граду је живело 168.973 становника.

## Становништво
Према подацима са пописа, у граду је 2005. године живело 168.973 становника.
| 1995.   | 2000.   | 2005.   |
| ------- | ------- | ------- |
| 163.131 | 164.504 | 168.973 |